# ويليام ماسوت
ويليام ماسوت (بالفرنسية: William Massot)‏ (1 سبتمبر 1977 بنيم في فرنسا - ) هو لاعب كرة قدم فرنسي في مركز الدفاع. لعب مع نادي بريست ونادي روديز ونادي سيت ونادي فالينسيان ونادي كليرمونت 63 ونيم أولمبيك.

## روابط خارجية
- ويليام ماسوت على موقع قاعدة بيانات كرة القدم.إي يو (الإنجليزية)
- ويليام ماسوت على موقع Soccerway.com (الإنجليزية)